# 飲馬江湖
《飲馬江湖》 是香港無綫電視1987年拍攝的電視連續劇，全劇共18集。監製李惠民，主要演員有歐瑞偉、關禮傑、歐陽佩珊、邵美琪、劉美娟、謝賢等。主題曲由林夕填詞，Raidas作曲、主唱。

## 演員表

### 主要演員
- 歐瑞偉 飾 張廷謙
- 謝賢 飾 常廣源
- 關禮傑 飾 屠琛
- 歐陽佩珊 飾 沙妃麗
- 劉美娟 飾 李樂媛
- 邵美琪 飾 柳凝姬
- 高雄 飾 袁卓

### 其他演員
- 嚴秋華
- 張英才
- 麥皓為
- 許紹雄
- 羅麗娟
- 區嶽
- 劉雅麗 飾 張廷芝
- 凌漢
- 談泉慶
- 何嘉麗
- 譚一清
- 鄭藩生